# Juri Iwanowitsch Podoljaka

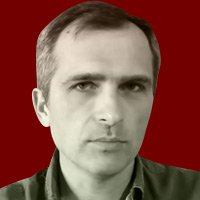
Juri Iwanowitsch Podoljaka

Juri Iwanowitsch Podoljaka (russisch Юрий Иванович Подоляка; * 21. Februar 1975 in Sumy) ist ein pro-russischer Blogger, wohnhaft in Sewastopol. Sein Kanal auf YouTube hatte vor der Löschung durch YouTube über 2 Millionen Abonnenten. Sein russischer Kanal auf Telegram, der weiterhin auch aus dem Westen frei zugänglich ist, hat derzeit (Stand März 2023) über 2,7 Millionen Abonnenten. Besonderes Interesse erzeugten seine Beiträge im Zuge des russischen Angriffs auf die Ukraine.
Seit 2014 befindet er sich im russischen Exil.

## Trivia
Im Zuge der Berichterstattung über den Ukraine-Konflikt verwiesen gar die NZZ und der TV-Kanal Welt auf Podoljaka. Hierdurch gelangte er auch zu etwas Bekanntheit in Europa.